# طواف إينكو 2024
طواف إينكو 2024 (بالفرنسية: Renewi Tour 2024) هو سباق دراجات هوائية، وهو الموسم التاسع عشر من طواف إينكو، وأقيم خلال الفترة من 28 أغسطس 2024، وحتى 1 سبتمبر 2024.
فاز بالمركز الأول تيم فيلانز، وفاز بالمركز الثاني وفي ترتيب النقاط للشباب Alec Segaert ‏، بينما جاء بير ستراند هاجينز في المركز الثالث، أما ترتيب الفرق، فقد فاز به 2024 Team Visma-Lease a Bike ‏، وحصل Jordy Bouts ‏ على جائزة أفضل مقاتل، بينما فاز جاسبر فيليبسين بترتيب النقاط.

## الفرق
| فرق عالمية (18)- Decathlon-AG2R La Mondiale - Intermarché-Wanty - UAE Team Emirates - Alpecin-Deceuninck - Arkéa-B&B Hotels - Astana Qazaqstan Team - Bahrain Victorious - Red Bull-Bora-Hansgrohe - Cofidis - Movistar Team - EF Education-EasyPost - Groupama-FDJ - Lidl-Trek - Soudal Quick-Step - Team dsm-firmenich PostNL - Team Jayco AlUla - Ineos Grenadiers - Team Visma \| Lease a Bike فرق برو (5)- Lotto Dstny - بنجوال باوليز ساوكس دبليو بي ‏ - Unibet Tietema Rockets ‏ - سبورت فلاندرين بالويس ‏ - سويس ريسينغ أكادمي 2024 ‏ |  |
| |  |

## المراحل
| قائمة المراحل | قائمة المراحل | قائمة المراحل               | قائمة المراحل  | قائمة المراحل | قائمة المراحل | قائمة المراحل   | قائمة المراحل |
| المرحلة       | التاريخ       | الدورة                      |                | المسافة (كم)  | الارتفاع      | الفائز بالمرحلة | القائد العام  |
| ------------- | ------------- | --------------------------- | -------------- | ------------- | ------------- | --------------- | ------------- |
| المرحلة 1     | 28 أغسطس      | ريمست – Bilzen ‏             | مرحلة جبلية    | 163           | 1٬648 م       | جوناثان ميلان   | جوناثان ميلان |
| المرحلة 2     | 29 أغسطس      | Tessenderlo ‏ – Tessenderlo ‏ | فردي ضد الساعة | 15            | 112 م         | Alec Segaert ‏   | Alec Segaert ‏ |
| المرحلة 3     | 30 أغسطس      | Blankenberge ‏ – Ardooie ‏    | مرحلة مستوية   | 185           | 690 م         | جوناثان ميلان   | Alec Segaert ‏ |
| المرحلة 4     | 31 أغسطس      | Oostburg ‏ – ألتير           | مرحلة مستوية   | 178           | 661 م         | جاسبر فيليبسين  | Alec Segaert ‏ |
| المرحلة 5     | 1 سبتمبر      | Menen ‏ – Geraardsbergen ‏    | مرحلة جبلية    | 203           | 2٬124 م       | ارنو دي لاي     | تيم فيلانز    |

## النتيجة

### مرحلة 1
هي مرحلة جبلية، أقيمت في 28 أغسطس 2024، وامتدّت لمسافة 163 كيلومتر. فاز بالمركز الأول، وتصدر ترتيب النقاط والترتيب العام جوناثان ميلان، وتصدر ترتيب الشباب ارنو دي لاي، أما ترتيب الفرق، فقد فاز به 2024 Lidl-Trek ‏، وتصدر تصنيف القتال Jordy Bouts ‏.
| التصنيف العام | التصنيف العام   | التصنيف العام                 | التصنيف العام | التصنيف العام |
| العداء        | العداء          | الفريق                        | الوقت         |               |
| ------------- | --------------- | ----------------------------- | ------------- | ------------- |
| 1             | جوناثان ميلان   | تريك سيغافريدو                | 3 س 40 د 51 ث |               |
| 2             | جاسبر فيليبسين  | البيسين فينيكس                | + 4 ث         |               |
| 3             | Axel Huens ‏     | Unibet Tietema Rockets ‏       | + 4 ث         |               |
| 4             | Axel Zingle ‏    | كوفيديس                       | + 6 ث         |               |
| 5             | Lars Craps ‏     | سبورت فلاندرين بالويس ‏        | + 6 ث         |               |
| 6             | ديلان جروينويغن | فريق جايكو-العلا              | + 10 ث        |               |
| 7             | Paul Penhoët ‏   | إف دي جي                      | + 10 ث        |               |
| 8             | جيربن تايسن ‏    | انترمارشي وانتي جوبيرت ماتيرو | + 10 ث        |               |
| 9             | ماتيو ترينتين   | سويس ريسينغ أكادمي ‏           | + 10 ث        |               |
| 10            | إيليا فيفياني   | فريق إنيوس                    | + 10 ث        |               |
|               |                 |                               |               |               |
|               |                 |                               |               |               |

### مرحلة 2
هي مرحلة من نوع سباق زمن فردي، أقيمت في 29 أغسطس 2024، وامتدّت لمسافة 15 كيلومتر. فاز بالمركز الأول، وتصدر ترتيب النقاط وترتيب الشباب والترتيب العام Alec Segaert ‏، أما ترتيب الفرق، فقد فاز به فريق إنيوس 2024 ‏، وتصدر تصنيف القتال Jordy Bouts ‏.
| التصنيف العام | التصنيف العام      | التصنيف العام              | التصنيف العام | التصنيف العام |
| العداء        | العداء             | الفريق                     | الوقت         |               |
| ------------- | ------------------ | -------------------------- | ------------- | ------------- |
| 1             | Alec Segaert ‏      | لوتو سودال                 | 3 س 58 د 00 ث |               |
| 2             | ماغنوس شيفيلد      | فريق إنيوس                 | + 7 ث         |               |
| 3             | توبياس فوس         | فريق إنيوس                 | + 11 ث        |               |
| 4             | تيم فيلانز         | فريق الإمارات              | + 16 ث        |               |
| 5             | بن تورنر           | فريق إنيوس                 | + 22 ث        |               |
| 6             | كريستوف لابورت     | Team Visma \| Lease a Bike | + 23 ث        |               |
| 7             | ماكسيميليان شاخمان | بورا–هانسغروه              | + 27 ث        |               |
| 8             | ألبرتو بيتول       | فريق آستانا                | + 28 ث        |               |
| 9             | ريمي كافانيا       | موفيستار                   | + 30 ث        |               |
| 10            | بير ستراند هاجينز  | Team Visma \| Lease a Bike | + 32 ث        |               |
|               |                    |                            |               |               |
|               |                    |                            |               |               |

### مرحلة 3
هي مرحلة مستوية، أقيمت في 30 أغسطس 2024، وامتدّت لمسافة 185 كيلومتر. فاز بالمركز الأول، وتصدر ترتيب النقاط جوناثان ميلان، وتصدر ترتيب الشباب والترتيب العام Alec Segaert ‏، أما ترتيب الفرق، فقد فاز به فريق إنيوس 2024 ‏.
| التصنيف العام | التصنيف العام      | التصنيف العام              | التصنيف العام | التصنيف العام |
| العداء        | العداء             | الفريق                     | الوقت         |               |
| ------------- | ------------------ | -------------------------- | ------------- | ------------- |
| 1             | Alec Segaert ‏      | لوتو سودال                 | 7 س 55 د 17 ث |               |
| 2             | ماغنوس شيفيلد      | فريق إنيوس                 | + 7 ث         |               |
| 3             | توبياس فوس         | فريق إنيوس                 | + 11 ث        |               |
| 4             | تيم فيلانز         | فريق الإمارات              | + 16 ث        |               |
| 5             | بن تورنر           | فريق إنيوس                 | + 22 ث        |               |
| 6             | كريستوف لابورت     | Team Visma \| Lease a Bike | + 23 ث        |               |
| 7             | جوناثان ميلان      | تريك سيغافريدو             | + 23 ث        |               |
| 8             | ماكسيميليان شاخمان | بورا–هانسغروه              | + 27 ث        |               |
| 9             | ألبرتو بيتول       | فريق آستانا                | + 28 ث        |               |
| 10            | ريمي كافانيا       | موفيستار                   | + 30 ث        |               |
|               |                    |                            |               |               |
|               |                    |                            |               |               |

### مرحلة 4
هي مرحلة مستوية، أقيمت في 31 أغسطس 2024، وامتدّت لمسافة 178 كيلومتر. فاز بالمركز الأول، وتصدر ترتيب النقاط جاسبر فيليبسين، وتصدر ترتيب الشباب والترتيب العام Alec Segaert ‏، أما ترتيب الفرق، فقد فاز به فريق إنيوس 2024 ‏، وتصدر تصنيف القتال Jordy Bouts ‏.
| التصنيف العام | التصنيف العام      | التصنيف العام              | التصنيف العام  | التصنيف العام |
| العداء        | العداء             | الفريق                     | الوقت          |               |
| ------------- | ------------------ | -------------------------- | -------------- | ------------- |
| 1             | Alec Segaert ‏      | لوتو سودال                 | 11 س 32 د 25 ث |               |
| 2             | ماغنوس شيفيلد      | فريق إنيوس                 | + 7 ث          |               |
| 3             | توبياس فوس         | فريق إنيوس                 | + 11 ث         |               |
| 4             | تيم فيلانز         | فريق الإمارات              | + 16 ث         |               |
| 5             | كريستوف لابورت     | Team Visma \| Lease a Bike | + 17 ث         |               |
| 6             | جاسبر فيليبسين     | البيسين فينيكس             | + 21 ث         |               |
| 7             | بن تورنر           | فريق إنيوس                 | + 22 ث         |               |
| 8             | جوناثان ميلان      | تريك سيغافريدو             | + 23 ث         |               |
| 9             | ماكسيميليان شاخمان | بورا–هانسغروه              | + 27 ث         |               |
| 10            | ألبرتو بيتول       | فريق آستانا                | + 28 ث         |               |
|               |                    |                            |                |               |
|               |                    |                            |                |               |

### مرحلة 5
هي مرحلة جبلية، أقيمت في 1 سبتمبر 2024، وامتدّت لمسافة 203 كيلومتر. فاز بالمركز الأول ارنو دي لاي، وتصدر الترتيب العام تيم فيلانز.

## المشاركون
| UAE Team Emirates UAD                      | UAE Team Emirates UAD    | UAE Team Emirates UAD |
| ------------------------------------------ | ------------------------ | --------------------- |
| م                                          | عداء                     | مرتبة                 |
| 1                                          | تيم فيلانز (زمني فردي)   | 1                     |
| 2                                          | Nils Politt ‏ (زمني فردي) | 49                    |
| 3                                          | Sjoerd Bax ‏              | 42                    |
| 4                                          | Alessandro Covi ‏         | 61                    |
| 5                                          | خوان سباستيان مولانو     | لم يكمل السباق-5      |
| 6                                          | Mikkel Norsgaard Bjerg   | 54                    |
| 7                                          | روي أوليفيرا             | لم يكمل السباق-5      |
| مدير الرياضة: فابيو بالداتو, ماركو مارزانو |                          |                       |

| Alpecin-Deceuninck ADC             | Alpecin-Deceuninck ADC   | Alpecin-Deceuninck ADC |
| ---------------------------------- | ------------------------ | ---------------------- |
| م                                  | عداء                     | مرتبة                  |
| 11                                 | ماثيو فان دير بيل (طريق) | لم يبدأ-5              |
| 12                                 | جاسبر فيليبسين           | 6                      |
| 13                                 | Jonas Rickaert ‏          | لم يكمل السباق-5       |
| 14                                 | سورين كراغ أندرسن        | 25                     |
| 15                                 | Senne Leysen ‏            | 85                     |
| 16                                 | Timo Kielich ‏            | 83                     |
| 17                                 | سيلفان ديلير             | 67                     |
| مدير الرياضة: Christoph Roodhooft ‏ |                          |                        |

| Soudal Quick-Step SOQ   | Soudal Quick-Step SOQ | Soudal Quick-Step SOQ |
| ----------------------- | --------------------- | --------------------- |
| م                       | عداء                  | مرتبة                 |
| 21                      | تيم ميرلير            | لم يبدأ-3             |
| 22                      | يفيس لامارت           | لم يكمل السباق-5      |
| 23                      | جوزيف سيرني           | 75                    |
| 24                      | Ayco Bastiaens ‏       | لم يكمل السباق-5      |
| 25                      | Bert Van Lerberghe ‏   | لم يكمل السباق-5      |
| 26                      | Ilan Van Wilder ‏      | 11                    |
| 27                      | Warre Vangheluwe ‏     | 65                    |
| مدير الرياضة: توم ستيلز |                       |                       |

| Intermarché-Wanty IWA                          | Intermarché-Wanty IWA     | Intermarché-Wanty IWA |
| ---------------------------------------------- | ------------------------- | --------------------- |
| م                                              | عداء                      | مرتبة                 |
| 31                                             | بينيام جيرماي (زمني فردي) | 38                    |
| 32                                             | مايك تيونسين              | 17                    |
| 33                                             | Gijs Van Hoecke ‏          | لم يكمل السباق-5      |
| 34                                             | أدريان بيتي               | لم يكمل السباق-5      |
| 35                                             | Laurenz Rex ‏              | 47                    |
| 36                                             | ديون سميث                 | 74                    |
| 37                                             | جيربن تايسن ‏              | لم يكمل السباق-5      |
| مدير الرياضة: Adriaan Helmantel‏, ديميتري كلايس |                           |                       |

| Team Visma \| Lease a Bike TVL                | Team Visma \| Lease a Bike TVL | Team Visma \| Lease a Bike TVL |
| --------------------------------------------- | ------------------------------ | ------------------------------ |
| م                                             | عداء                           | مرتبة                          |
| 41                                            | Olav Kooij ‏                    | لم يبدأ-2                      |
| 42                                            | كريستوف لابورت (طريق)          | 4                              |
| 43                                            | تيسج بنوت                      | 21                             |
| 44                                            | بير ستراند هاجينز              | 3                              |
| 45                                            | توش فان دير ساندي              | لم يكمل السباق-5               |
| 46                                            | Mick van Dijke ‏                | لم يكمل السباق-5               |
| 47                                            | جوليان فيرموت                  | 90                             |
| مدير الرياضة: فرانس ماسين, Arthur van Dongen ‏ |                                |                                |

| Lidl-Trek LTK                | Lidl-Trek LTK           | Lidl-Trek LTK    |
| ---------------------------- | ----------------------- | ---------------- |
| م                            | عداء                    | مرتبة            |
| 51                           | جاسبر ستوفين            | 16               |
| 52                           | إدوارد ثيونس            | 55               |
| 53                           | سيموني كونسوني          | 79               |
| 54                           | Daan Hoole ‏ (زمني فردي) | لم يكمل السباق-1 |
| 55                           | جوناثان ميلان           | لم يكمل السباق-5 |
| 56                           | Jacopo Mosca ‏           | 50               |
| 57                           | كوين سيمونز             | 51               |
| مدير الرياضة: ماكسيم مونفورت |                         |                  |

| Lotto Dstny LTD          | Lotto Dstny LTD     | Lotto Dstny LTD  |
| ------------------------ | ------------------- | ---------------- |
| م                        | عداء                | مرتبة            |
| 61                       | ارنو دي لاي (طريق)  | 37               |
| 62                       | Florian Vermeersch ‏ | 63               |
| 63                       | جاسبر دي بويست      | 70               |
| 64                       | Alec Segaert ‏       | 2                |
| 65                       | Liam Slock ‏         | لم يكمل السباق-5 |
| 66                       | برنت فان موير       | 40               |
| 67                       | Cédric Beullens ‏    | لم يكمل السباق-5 |
| مدير الرياضة: ديرك ديمول |                     |                  |

| Bahrain Victorious TBV     | Bahrain Victorious TBV | Bahrain Victorious TBV |
| -------------------------- | ---------------------- | ---------------------- |
| م                          | عداء                   | مرتبة                  |
| 71                         | ماتج موهوريك           | 8                      |
| 72                         | نيكياس أرندت           | 52                     |
| 73                         | فل بوهوس               | لم يكمل السباق-5       |
| 74                         | أندريا باسكولون        | لم يكمل السباق-5       |
| 75                         | Dušan Rajović ‏         | لم يبدأ-5              |
| 76                         | Łukasz Wiśniowski ‏     | لم يكمل السباق-5       |
| 77                         | فرد رايت               | 12                     |
| مدير الرياضة: بوروت بوزيتش |                        |                        |

| Ineos Grenadiers IGD          | Ineos Grenadiers IGD    | Ineos Grenadiers IGD |
| ----------------------------- | ----------------------- | -------------------- |
| م                             | عداء                    | مرتبة                |
| 81                            | فيليبو غانا (زمني فردي) | لم يبدأ-2            |
| 82                            | إيليا فيفياني           | لم يكمل السباق-5     |
| 83                            | توبياس فوس              | 58                   |
| 84                            | سالفاتوري بوتشيو        | لم يكمل السباق-5     |
| 85                            | ماغنوس شيفيلد           | 57                   |
| 86                            | بن تورنر                | 7                    |
| 87                            | جيرانت توماس            | لم يكمل السباق-5     |
| مدير الرياضة: Oliver Cookson ‏ |                         |                      |

| Red Bull-Bora-Hansgrohe RBH                   | Red Bull-Bora-Hansgrohe RBH | Red Bull-Bora-Hansgrohe RBH |
| --------------------------------------------- | --------------------------- | --------------------------- |
| م                                             | عداء                        | مرتبة                       |
| 91                                            | سام ويلسفورد                | لم يكمل السباق-5            |
| 92                                            | ماركو هالر                  | 31                          |
| 93                                            | Filip Maciejuk ‏ (زمني فردي) | 46                          |
| 94                                            | ريان مولين                  | لم يكمل السباق-5            |
| 95                                            | ماكسيميليان شاخمان          | 9                           |
| 96                                            | Matteo Sobrero ‏             | لم يكمل السباق-1            |
| 97                                            | Emil Herzog ‏                | 73                          |
| مدير الرياضة: إنريكو جاسباروتو, هاينريش هوسلر |                             |                             |

| Arkéa-B&B Hotels ARK                      | Arkéa-B&B Hotels ARK | Arkéa-B&B Hotels ARK |
| ----------------------------------------- | -------------------- | -------------------- |
| م                                         | عداء                 | مرتبة                |
| 101                                       | ارنو ديمار           | 71                   |
| 102                                       | فلوريان سينيشال      | لم يبدأ-2            |
| 103                                       | Matis Louvel ‏        | لم يكمل السباق-5     |
| 104                                       | دانيال مكلاي         | لم يكمل السباق-5     |
| 105                                       | ألان ريو ‏            | لم يكمل السباق-5     |
| 106                                       | مايلز سكوتسون        | 39                   |
| 107                                       | دايفيد ديكر          | 87                   |
| مدير الرياضة: ماكسيم بويه, سيباستيان هينو |                      |                      |

| Cofidis COF                                | Cofidis COF              | Cofidis COF      |
| ------------------------------------------ | ------------------------ | ---------------- |
| م                                          | عداء                     | مرتبة            |
| 111                                        | Axel Zingle ‏             | 19               |
| 112                                        | ايمي دي جندت             | 27               |
| 113                                        | Milan Fretin ‏            | لم يكمل السباق-5 |
| 114                                        | Oliver Knight (cyclist) ‏ | لم يكمل السباق-4 |
| 115                                        | Stefano Oldani ‏          | لم يبدأ-4        |
| 116                                        | Alexis Renard ‏           | لم يكمل السباق-5 |
| 117                                        | Ludovic Robeet ‏          | 68               |
| مدير الرياضة: جيمي إنجولفينت, بنجامين جيرو |                          |                  |

| Decathlon-AG2R La Mondiale DAT               | Decathlon-AG2R La Mondiale DAT | Decathlon-AG2R La Mondiale DAT |
| -------------------------------------------- | ------------------------------ | ------------------------------ |
| م                                            | عداء                           | مرتبة                          |
| 121                                          | سام بينيت                      | لم يكمل السباق-4               |
| 122                                          | أوليفر ناسن                    | 23                             |
| 123                                          | بينوا كوسنيفروي                | لم يكمل السباق-5               |
| 124                                          | يجف دي بوندت                   | 88                             |
| 125                                          | Stan Dewulf ‏                   | 5                              |
| 126                                          | Pierre Gautherat ‏              | لم يكمل السباق-5               |
| 127                                          | Aurélien Paret-Peintre ‏        | 18                             |
| مدير الرياضة: سيباستيان جولي, Julien Jurdie ‏ |                                |                                |

| EF Education-EasyPost EFE  | EF Education-EasyPost EFE | EF Education-EasyPost EFE |
| -------------------------- | ------------------------- | ------------------------- |
| م                          | عداء                      | مرتبة                     |
| 131                        | Jonas Rutsch ‏             | 22                        |
| 132                        | ميكيل فروليش أونوريه      | 24                        |
| 133                        | Stefan Bissegger ‏         | 48                        |
| 134                        | Stefan de Bod ‏            | 33                        |
| 135                        | Jack Rootkin-Gray ‏        | لم يكمل السباق-5          |
| 136                        | Yuhi Todome ‏              | لم يكمل السباق-5          |
| 137                        | مايكل فالغرين             | 32                        |
| مدير الرياضة: أندرياس كلير |                           |                           |

| Groupama-FDJ GFC                                 | Groupama-FDJ GFC  | Groupama-FDJ GFC |
| ------------------------------------------------ | ----------------- | ---------------- |
| م                                                | عداء              | مرتبة            |
| 141                                              | Clément Davy ‏     | لم يكمل السباق-5 |
| 142                                              | فالنتين مادواس    | 14               |
| 143                                              | أوليفييه لو جاك   | 53               |
| 144                                              | Fabian Lienhard ‏  | 56               |
| 145                                              | Eddy Le Huitouze ‏ | 20               |
| 146                                              | مارك ساريو        | لم يكمل السباق-4 |
| 147                                              | Paul Penhoët ‏     | 26               |
| مدير الرياضة: بينوا فوجرينارد, Frédéric Guesdon ‏ |                   |                  |

| Movistar Team MOV            | Movistar Team MOV | Movistar Team MOV |
| ---------------------------- | ----------------- | ----------------- |
| م                            | عداء              | مرتبة             |
| 151                          | إيفان غارسيا      | 64                |
| 152                          | فرناندو جافيريا   | لم يكمل السباق-5  |
| 153                          | ريمي كافانيا      | 41                |
| 154                          | جون جاكوبس        | لم يبدأ-2         |
| 155                          | Manlio Moro ‏      | لم يكمل السباق-4  |
| 156                          | Iván Romeo ‏       | 44                |
| 157                          | دافيد سيمولاي     | لم يكمل السباق-5  |
| مدير الرياضة: يورغن رويلاندز |                   |                   |

| Team dsm-firmenich PostNL DFP | Team dsm-firmenich PostNL DFP | Team dsm-firmenich PostNL DFP |
| ----------------------------- | ----------------------------- | ----------------------------- |
| م                             | عداء                          | مرتبة                         |
| 161                           | فابيو جاكوبسن                 | لم يكمل السباق                |
| 162                           | جون ديجينكولب                 | لم يبدأ-2                     |
| 163                           | Nils Eekhoff ‏                 | لم يكمل السباق-1              |
| 164                           | الكسندر ادموندسون             | لم يبدأ-4                     |
| 165                           | تيمو روزن                     | لم يكمل السباق-5              |
| 166                           | فرانك فان دن بروك ‏            | 60                            |
| 167                           | Bram Welten ‏                  | 91                            |
| مدير الرياضة: Matthew Winston‏ |                               |                               |

| Team Jayco AlUla JAY            | Team Jayco AlUla JAY           | Team Jayco AlUla JAY |
| ------------------------------- | ------------------------------ | -------------------- |
| م                               | عداء                           | مرتبة                |
| 171                             | ديلان جروينويغن (طريق)         | لم يبدأ-2            |
| 172                             | مايكل هيبورن                   | لم يكمل السباق-5     |
| 173                             | Kelland O'Brien ‏               | 72                   |
| 174                             | Jan Maas (cyclist, born 1996) ‏ | 36                   |
| 175                             | ماكس والشيد                    | 66                   |
| 176                             | Elmar Reinders ‏                | لم يكمل السباق-5     |
| 177                             | كامبل ستيوارت                  | لم يكمل السباق-5     |
| مدير الرياضة: David McPartland ‏ |                                |                      |

| Astana Qazaqstan Team AST                                   | Astana Qazaqstan Team AST         | Astana Qazaqstan Team AST |
| ----------------------------------------------------------- | --------------------------------- | ------------------------- |
| م                                                           | عداء                              | مرتبة                     |
| 181                                                         | مايكل موركوف                      | لم يكمل السباق-5          |
| 182                                                         | ألبرتو بيتول (طريق)               | 10                        |
| 183                                                         | يفغيني جيديتش                     | لم يكمل السباق-5          |
| 184                                                         | ديمتري غروزديف (طريق و زمني فردي) | لم يكمل السباق-5          |
| 185                                                         | ماكس كانتر                        | 89                        |
| 186                                                         | روديجر سليج                       | لم يكمل السباق-5          |
| 187                                                         | Gleb Syritsa ‏                     | 82                        |
| مدير الرياضة: Bruno Cenghialta ‏, Sergei Yakovlev (cyclist) ‏ |                                   |                           |

| بنجوال باوليز ساوكس دبليو بي ‏ BWB       | بنجوال باوليز ساوكس دبليو بي ‏ BWB | بنجوال باوليز ساوكس دبليو بي ‏ BWB |
| --------------------------------------- | --------------------------------- | --------------------------------- |
| م                                       | عداء                              | مرتبة                             |
| 191                                     | Louis Blouwe ‏                     | لم يكمل السباق-5                  |
| 192                                     | Luca De Meester ‏                  | 78                                |
| 193                                     | Davide Persico ‏                   | لم يكمل السباق-5                  |
| 194                                     | Cériel Desal ‏                     | 43                                |
| 195                                     | Nathan Vandepitte ‏                | لم يكمل السباق-5                  |
| 196                                     | Luca Van Boven ‏                   | 69                                |
| 197                                     | لويك فليجن                        | لم يكمل السباق-5                  |
| مدير الرياضة: Jean-Denis Vandenbroucke ‏ |                                   |                                   |

| سبورت فلاندرين بالويس ‏ TFB                                   | سبورت فلاندرين بالويس ‏ TFB | سبورت فلاندرين بالويس ‏ TFB |
| ------------------------------------------------------------ | -------------------------- | -------------------------- |
| م                                                            | عداء                       | مرتبة                      |
| 201                                                          | أليكس كولمان ‏              | 76                         |
| 202                                                          | Lars Craps ‏                | 29                         |
| 203                                                          | Jules Hesters ‏             | 77                         |
| 204                                                          | BEL                        | 28                         |
| 205                                                          | Dylan Vandenstorme ‏        | 35                         |
| 206                                                          | Aaron Van Poucke ‏          | لم يكمل السباق-5           |
| 207                                                          | Ward Vanhoof ‏              | 62                         |
| مدير الرياضة: هانز دي كليرك, والتر بلانكايرت, Andy Missotten‏ |                            |                            |

| Unibet Tietema Rockets ‏ TDT | Unibet Tietema Rockets ‏ TDT | Unibet Tietema Rockets ‏ TDT |
| --------------------------- | --------------------------- | --------------------------- |
| م                           | عداء                        | مرتبة                       |
| 211                         | Davide Bomboi ‏              | لم يكمل السباق-5            |
| 212                         | Hartthijs de Vries ‏         | 45                          |
| 213                         | أندرياس ستوكبرو             | 81                          |
| 214                         | Axel Huens ‏                 | 34                          |
| 215                         | نيكلاس بيديرسين ‏            | لم يكمل السباق-5            |
| 216                         | Tomáš Kopecký (cyclist) ‏    | 30                          |
| 217                         | Jordy Bouts ‏                | 59                          |
| مدير الرياضة: Gaëtan Pons ‏  |                             |                             |

| سويس ريسينغ أكادمي ‏ TUD                   | سويس ريسينغ أكادمي ‏ TUD | سويس ريسينغ أكادمي ‏ TUD |
| ----------------------------------------- | ----------------------- | ----------------------- |
| م                                         | عداء                    | مرتبة                   |
| 221                                       | ماتيو ترينتين           | 13                      |
| 222                                       | توم بولي                | 80                      |
| 223                                       | جاكوب أريكسون ‏ (طريق)   | 86                      |
| 224                                       | Petr Kelemen ‏           | لم يكمل السباق-4        |
| 225                                       | Miká Heming ‏            | 84                      |
| 226                                       | Simon Pellaud ‏          | لم يكمل السباق-5        |
| 227                                       | ريك بلومرز ‏             | 15                      |
| مدير الرياضة: Claudio Cozzi‏, Bart Leysen ‏ |                         |                         |

| UAE Team Emirates UAD                      | UAE Team Emirates UAD    | UAE Team Emirates UAD |
| ------------------------------------------ | ------------------------ | --------------------- |
| م                                          | عداء                     | مرتبة                 |
| 1                                          | تيم فيلانز (زمني فردي)   | 1                     |
| 2                                          | Nils Politt ‏ (زمني فردي) | 49                    |
| 3                                          | Sjoerd Bax ‏              | 42                    |
| 4                                          | Alessandro Covi ‏         | 61                    |
| 5                                          | خوان سباستيان مولانو     | لم يكمل السباق-5      |
| 6                                          | Mikkel Norsgaard Bjerg   | 54                    |
| 7                                          | روي أوليفيرا             | لم يكمل السباق-5      |
| مدير الرياضة: فابيو بالداتو, ماركو مارزانو |                          |                       |

| Alpecin-Deceuninck ADC             | Alpecin-Deceuninck ADC   | Alpecin-Deceuninck ADC |
| ---------------------------------- | ------------------------ | ---------------------- |
| م                                  | عداء                     | مرتبة                  |
| 11                                 | ماثيو فان دير بيل (طريق) | لم يبدأ-5              |
| 12                                 | جاسبر فيليبسين           | 6                      |
| 13                                 | Jonas Rickaert ‏          | لم يكمل السباق-5       |
| 14                                 | سورين كراغ أندرسن        | 25                     |
| 15                                 | Senne Leysen ‏            | 85                     |
| 16                                 | Timo Kielich ‏            | 83                     |
| 17                                 | سيلفان ديلير             | 67                     |
| مدير الرياضة: Christoph Roodhooft ‏ |                          |                        |

| Soudal Quick-Step SOQ   | Soudal Quick-Step SOQ | Soudal Quick-Step SOQ |
| ----------------------- | --------------------- | --------------------- |
| م                       | عداء                  | مرتبة                 |
| 21                      | تيم ميرلير            | لم يبدأ-3             |
| 22                      | يفيس لامارت           | لم يكمل السباق-5      |
| 23                      | جوزيف سيرني           | 75                    |
| 24                      | Ayco Bastiaens ‏       | لم يكمل السباق-5      |
| 25                      | Bert Van Lerberghe ‏   | لم يكمل السباق-5      |
| 26                      | Ilan Van Wilder ‏      | 11                    |
| 27                      | Warre Vangheluwe ‏     | 65                    |
| مدير الرياضة: توم ستيلز |                       |                       |

| Intermarché-Wanty IWA                          | Intermarché-Wanty IWA     | Intermarché-Wanty IWA |
| ---------------------------------------------- | ------------------------- | --------------------- |
| م                                              | عداء                      | مرتبة                 |
| 31                                             | بينيام جيرماي (زمني فردي) | 38                    |
| 32                                             | مايك تيونسين              | 17                    |
| 33                                             | Gijs Van Hoecke ‏          | لم يكمل السباق-5      |
| 34                                             | أدريان بيتي               | لم يكمل السباق-5      |
| 35                                             | Laurenz Rex ‏              | 47                    |
| 36                                             | ديون سميث                 | 74                    |
| 37                                             | جيربن تايسن ‏              | لم يكمل السباق-5      |
| مدير الرياضة: Adriaan Helmantel‏, ديميتري كلايس |                           |                       |

| Team Visma \| Lease a Bike TVL                | Team Visma \| Lease a Bike TVL | Team Visma \| Lease a Bike TVL |
| --------------------------------------------- | ------------------------------ | ------------------------------ |
| م                                             | عداء                           | مرتبة                          |
| 41                                            | Olav Kooij ‏                    | لم يبدأ-2                      |
| 42                                            | كريستوف لابورت (طريق)          | 4                              |
| 43                                            | تيسج بنوت                      | 21                             |
| 44                                            | بير ستراند هاجينز              | 3                              |
| 45                                            | توش فان دير ساندي              | لم يكمل السباق-5               |
| 46                                            | Mick van Dijke ‏                | لم يكمل السباق-5               |
| 47                                            | جوليان فيرموت                  | 90                             |
| مدير الرياضة: فرانس ماسين, Arthur van Dongen ‏ |                                |                                |

| Lidl-Trek LTK                | Lidl-Trek LTK           | Lidl-Trek LTK    |
| ---------------------------- | ----------------------- | ---------------- |
| م                            | عداء                    | مرتبة            |
| 51                           | جاسبر ستوفين            | 16               |
| 52                           | إدوارد ثيونس            | 55               |
| 53                           | سيموني كونسوني          | 79               |
| 54                           | Daan Hoole ‏ (زمني فردي) | لم يكمل السباق-1 |
| 55                           | جوناثان ميلان           | لم يكمل السباق-5 |
| 56                           | Jacopo Mosca ‏           | 50               |
| 57                           | كوين سيمونز             | 51               |
| مدير الرياضة: ماكسيم مونفورت |                         |                  |

| Lotto Dstny LTD          | Lotto Dstny LTD     | Lotto Dstny LTD  |
| ------------------------ | ------------------- | ---------------- |
| م                        | عداء                | مرتبة            |
| 61                       | ارنو دي لاي (طريق)  | 37               |
| 62                       | Florian Vermeersch ‏ | 63               |
| 63                       | جاسبر دي بويست      | 70               |
| 64                       | Alec Segaert ‏       | 2                |
| 65                       | Liam Slock ‏         | لم يكمل السباق-5 |
| 66                       | برنت فان موير       | 40               |
| 67                       | Cédric Beullens ‏    | لم يكمل السباق-5 |
| مدير الرياضة: ديرك ديمول |                     |                  |

| Bahrain Victorious TBV     | Bahrain Victorious TBV | Bahrain Victorious TBV |
| -------------------------- | ---------------------- | ---------------------- |
| م                          | عداء                   | مرتبة                  |
| 71                         | ماتج موهوريك           | 8                      |
| 72                         | نيكياس أرندت           | 52                     |
| 73                         | فل بوهوس               | لم يكمل السباق-5       |
| 74                         | أندريا باسكولون        | لم يكمل السباق-5       |
| 75                         | Dušan Rajović ‏         | لم يبدأ-5              |
| 76                         | Łukasz Wiśniowski ‏     | لم يكمل السباق-5       |
| 77                         | فرد رايت               | 12                     |
| مدير الرياضة: بوروت بوزيتش |                        |                        |

| Ineos Grenadiers IGD          | Ineos Grenadiers IGD    | Ineos Grenadiers IGD |
| ----------------------------- | ----------------------- | -------------------- |
| م                             | عداء                    | مرتبة                |
| 81                            | فيليبو غانا (زمني فردي) | لم يبدأ-2            |
| 82                            | إيليا فيفياني           | لم يكمل السباق-5     |
| 83                            | توبياس فوس              | 58                   |
| 84                            | سالفاتوري بوتشيو        | لم يكمل السباق-5     |
| 85                            | ماغنوس شيفيلد           | 57                   |
| 86                            | بن تورنر                | 7                    |
| 87                            | جيرانت توماس            | لم يكمل السباق-5     |
| مدير الرياضة: Oliver Cookson ‏ |                         |                      |

| Red Bull-Bora-Hansgrohe RBH                   | Red Bull-Bora-Hansgrohe RBH | Red Bull-Bora-Hansgrohe RBH |
| --------------------------------------------- | --------------------------- | --------------------------- |
| م                                             | عداء                        | مرتبة                       |
| 91                                            | سام ويلسفورد                | لم يكمل السباق-5            |
| 92                                            | ماركو هالر                  | 31                          |
| 93                                            | Filip Maciejuk ‏ (زمني فردي) | 46                          |
| 94                                            | ريان مولين                  | لم يكمل السباق-5            |
| 95                                            | ماكسيميليان شاخمان          | 9                           |
| 96                                            | Matteo Sobrero ‏             | لم يكمل السباق-1            |
| 97                                            | Emil Herzog ‏                | 73                          |
| مدير الرياضة: إنريكو جاسباروتو, هاينريش هوسلر |                             |                             |

| Arkéa-B&B Hotels ARK                      | Arkéa-B&B Hotels ARK | Arkéa-B&B Hotels ARK |
| ----------------------------------------- | -------------------- | -------------------- |
| م                                         | عداء                 | مرتبة                |
| 101                                       | ارنو ديمار           | 71                   |
| 102                                       | فلوريان سينيشال      | لم يبدأ-2            |
| 103                                       | Matis Louvel ‏        | لم يكمل السباق-5     |
| 104                                       | دانيال مكلاي         | لم يكمل السباق-5     |
| 105                                       | ألان ريو ‏            | لم يكمل السباق-5     |
| 106                                       | مايلز سكوتسون        | 39                   |
| 107                                       | دايفيد ديكر          | 87                   |
| مدير الرياضة: ماكسيم بويه, سيباستيان هينو |                      |                      |

| Cofidis COF                                | Cofidis COF              | Cofidis COF      |
| ------------------------------------------ | ------------------------ | ---------------- |
| م                                          | عداء                     | مرتبة            |
| 111                                        | Axel Zingle ‏             | 19               |
| 112                                        | ايمي دي جندت             | 27               |
| 113                                        | Milan Fretin ‏            | لم يكمل السباق-5 |
| 114                                        | Oliver Knight (cyclist) ‏ | لم يكمل السباق-4 |
| 115                                        | Stefano Oldani ‏          | لم يبدأ-4        |
| 116                                        | Alexis Renard ‏           | لم يكمل السباق-5 |
| 117                                        | Ludovic Robeet ‏          | 68               |
| مدير الرياضة: جيمي إنجولفينت, بنجامين جيرو |                          |                  |

| Decathlon-AG2R La Mondiale DAT               | Decathlon-AG2R La Mondiale DAT | Decathlon-AG2R La Mondiale DAT |
| -------------------------------------------- | ------------------------------ | ------------------------------ |
| م                                            | عداء                           | مرتبة                          |
| 121                                          | سام بينيت                      | لم يكمل السباق-4               |
| 122                                          | أوليفر ناسن                    | 23                             |
| 123                                          | بينوا كوسنيفروي                | لم يكمل السباق-5               |
| 124                                          | يجف دي بوندت                   | 88                             |
| 125                                          | Stan Dewulf ‏                   | 5                              |
| 126                                          | Pierre Gautherat ‏              | لم يكمل السباق-5               |
| 127                                          | Aurélien Paret-Peintre ‏        | 18                             |
| مدير الرياضة: سيباستيان جولي, Julien Jurdie ‏ |                                |                                |

| EF Education-EasyPost EFE  | EF Education-EasyPost EFE | EF Education-EasyPost EFE |
| -------------------------- | ------------------------- | ------------------------- |
| م                          | عداء                      | مرتبة                     |
| 131                        | Jonas Rutsch ‏             | 22                        |
| 132                        | ميكيل فروليش أونوريه      | 24                        |
| 133                        | Stefan Bissegger ‏         | 48                        |
| 134                        | Stefan de Bod ‏            | 33                        |
| 135                        | Jack Rootkin-Gray ‏        | لم يكمل السباق-5          |
| 136                        | Yuhi Todome ‏              | لم يكمل السباق-5          |
| 137                        | مايكل فالغرين             | 32                        |
| مدير الرياضة: أندرياس كلير |                           |                           |

| Groupama-FDJ GFC                                 | Groupama-FDJ GFC  | Groupama-FDJ GFC |
| ------------------------------------------------ | ----------------- | ---------------- |
| م                                                | عداء              | مرتبة            |
| 141                                              | Clément Davy ‏     | لم يكمل السباق-5 |
| 142                                              | فالنتين مادواس    | 14               |
| 143                                              | أوليفييه لو جاك   | 53               |
| 144                                              | Fabian Lienhard ‏  | 56               |
| 145                                              | Eddy Le Huitouze ‏ | 20               |
| 146                                              | مارك ساريو        | لم يكمل السباق-4 |
| 147                                              | Paul Penhoët ‏     | 26               |
| مدير الرياضة: بينوا فوجرينارد, Frédéric Guesdon ‏ |                   |                  |

| Movistar Team MOV            | Movistar Team MOV | Movistar Team MOV |
| ---------------------------- | ----------------- | ----------------- |
| م                            | عداء              | مرتبة             |
| 151                          | إيفان غارسيا      | 64                |
| 152                          | فرناندو جافيريا   | لم يكمل السباق-5  |
| 153                          | ريمي كافانيا      | 41                |
| 154                          | جون جاكوبس        | لم يبدأ-2         |
| 155                          | Manlio Moro ‏      | لم يكمل السباق-4  |
| 156                          | Iván Romeo ‏       | 44                |
| 157                          | دافيد سيمولاي     | لم يكمل السباق-5  |
| مدير الرياضة: يورغن رويلاندز |                   |                   |

| Team dsm-firmenich PostNL DFP | Team dsm-firmenich PostNL DFP | Team dsm-firmenich PostNL DFP |
| ----------------------------- | ----------------------------- | ----------------------------- |
| م                             | عداء                          | مرتبة                         |
| 161                           | فابيو جاكوبسن                 | لم يكمل السباق                |
| 162                           | جون ديجينكولب                 | لم يبدأ-2                     |
| 163                           | Nils Eekhoff ‏                 | لم يكمل السباق-1              |
| 164                           | الكسندر ادموندسون             | لم يبدأ-4                     |
| 165                           | تيمو روزن                     | لم يكمل السباق-5              |
| 166                           | فرانك فان دن بروك ‏            | 60                            |
| 167                           | Bram Welten ‏                  | 91                            |
| مدير الرياضة: Matthew Winston‏ |                               |                               |

| Team Jayco AlUla JAY            | Team Jayco AlUla JAY           | Team Jayco AlUla JAY |
| ------------------------------- | ------------------------------ | -------------------- |
| م                               | عداء                           | مرتبة                |
| 171                             | ديلان جروينويغن (طريق)         | لم يبدأ-2            |
| 172                             | مايكل هيبورن                   | لم يكمل السباق-5     |
| 173                             | Kelland O'Brien ‏               | 72                   |
| 174                             | Jan Maas (cyclist, born 1996) ‏ | 36                   |
| 175                             | ماكس والشيد                    | 66                   |
| 176                             | Elmar Reinders ‏                | لم يكمل السباق-5     |
| 177                             | كامبل ستيوارت                  | لم يكمل السباق-5     |
| مدير الرياضة: David McPartland ‏ |                                |                      |

| Astana Qazaqstan Team AST                                   | Astana Qazaqstan Team AST         | Astana Qazaqstan Team AST |
| ----------------------------------------------------------- | --------------------------------- | ------------------------- |
| م                                                           | عداء                              | مرتبة                     |
| 181                                                         | مايكل موركوف                      | لم يكمل السباق-5          |
| 182                                                         | ألبرتو بيتول (طريق)               | 10                        |
| 183                                                         | يفغيني جيديتش                     | لم يكمل السباق-5          |
| 184                                                         | ديمتري غروزديف (طريق و زمني فردي) | لم يكمل السباق-5          |
| 185                                                         | ماكس كانتر                        | 89                        |
| 186                                                         | روديجر سليج                       | لم يكمل السباق-5          |
| 187                                                         | Gleb Syritsa ‏                     | 82                        |
| مدير الرياضة: Bruno Cenghialta ‏, Sergei Yakovlev (cyclist) ‏ |                                   |                           |

| بنجوال باوليز ساوكس دبليو بي ‏ BWB       | بنجوال باوليز ساوكس دبليو بي ‏ BWB | بنجوال باوليز ساوكس دبليو بي ‏ BWB |
| --------------------------------------- | --------------------------------- | --------------------------------- |
| م                                       | عداء                              | مرتبة                             |
| 191                                     | Louis Blouwe ‏                     | لم يكمل السباق-5                  |
| 192                                     | Luca De Meester ‏                  | 78                                |
| 193                                     | Davide Persico ‏                   | لم يكمل السباق-5                  |
| 194                                     | Cériel Desal ‏                     | 43                                |
| 195                                     | Nathan Vandepitte ‏                | لم يكمل السباق-5                  |
| 196                                     | Luca Van Boven ‏                   | 69                                |
| 197                                     | لويك فليجن                        | لم يكمل السباق-5                  |
| مدير الرياضة: Jean-Denis Vandenbroucke ‏ |                                   |                                   |

| سبورت فلاندرين بالويس ‏ TFB                                   | سبورت فلاندرين بالويس ‏ TFB | سبورت فلاندرين بالويس ‏ TFB |
| ------------------------------------------------------------ | -------------------------- | -------------------------- |
| م                                                            | عداء                       | مرتبة                      |
| 201                                                          | أليكس كولمان ‏              | 76                         |
| 202                                                          | Lars Craps ‏                | 29                         |
| 203                                                          | Jules Hesters ‏             | 77                         |
| 204                                                          | BEL                        | 28                         |
| 205                                                          | Dylan Vandenstorme ‏        | 35                         |
| 206                                                          | Aaron Van Poucke ‏          | لم يكمل السباق-5           |
| 207                                                          | Ward Vanhoof ‏              | 62                         |
| مدير الرياضة: هانز دي كليرك, والتر بلانكايرت, Andy Missotten‏ |                            |                            |

| Unibet Tietema Rockets ‏ TDT | Unibet Tietema Rockets ‏ TDT | Unibet Tietema Rockets ‏ TDT |
| --------------------------- | --------------------------- | --------------------------- |
| م                           | عداء                        | مرتبة                       |
| 211                         | Davide Bomboi ‏              | لم يكمل السباق-5            |
| 212                         | Hartthijs de Vries ‏         | 45                          |
| 213                         | أندرياس ستوكبرو             | 81                          |
| 214                         | Axel Huens ‏                 | 34                          |
| 215                         | نيكلاس بيديرسين ‏            | لم يكمل السباق-5            |
| 216                         | Tomáš Kopecký (cyclist) ‏    | 30                          |
| 217                         | Jordy Bouts ‏                | 59                          |
| مدير الرياضة: Gaëtan Pons ‏  |                             |                             |

| سويس ريسينغ أكادمي ‏ TUD                   | سويس ريسينغ أكادمي ‏ TUD | سويس ريسينغ أكادمي ‏ TUD |
| ----------------------------------------- | ----------------------- | ----------------------- |
| م                                         | عداء                    | مرتبة                   |
| 221                                       | ماتيو ترينتين           | 13                      |
| 222                                       | توم بولي                | 80                      |
| 223                                       | جاكوب أريكسون ‏ (طريق)   | 86                      |
| 224                                       | Petr Kelemen ‏           | لم يكمل السباق-4        |
| 225                                       | Miká Heming ‏            | 84                      |
| 226                                       | Simon Pellaud ‏          | لم يكمل السباق-5        |
| 227                                       | ريك بلومرز ‏             | 15                      |
| مدير الرياضة: Claudio Cozzi‏, Bart Leysen ‏ |                         |                         |

## التصنيف العام النهائي
| التصنيف العام         | التصنيف العام      | التصنيف العام                         | التصنيف العام  | التصنيف العام |
| العداء                | العداء             | الفريق                                | الوقت          |               |
| --------------------- | ------------------ | ------------------------------------- | -------------- | ------------- |
| 1                     | تيم فيلانز         | فريق الإمارات                         | 16 س 03 د 28 ث |               |
| 2                     | Alec Segaert ‏      | لوتو سودال                            | + 40 ث         |               |
| 3                     | بير ستراند هاجينز  | Team Visma \| Lease a Bike            | + 42 ث         |               |
| 4                     | كريستوف لابورت     | Team Visma \| Lease a Bike            | + 51 ث         |               |
| 5                     | Stan Dewulf ‏       | أيه إل أم                             | + 55 ث         |               |
| 6                     | جاسبر فيليبسين     | البيسين فينيكس                        | + 57 ث         |               |
| 7                     | بن تورنر           | فريق إنيوس                            | + 58 ث         |               |
| 8                     | ماتج موهوريك       | فريق البحرين ميريدا للدراجات الهوائية | + 1 د 01 ث     |               |
| 9                     | ماكسيميليان شاخمان | بورا–هانسغروه                         | + 1 د 03 ث     |               |
| 10                    | ألبرتو بيتول       | فريق آستانا                           | + 1 د 04 ث     |               |
|                       |                    |                                       |                |               |
| مصدر: ProCyclingStats |                    |                                       |                |               |

### تصنيف النقاط
| تصنيف النقاط          | تصنيف النقاط      | تصنيف النقاط               | تصنيف النقاط | تصنيف النقاط |
| العداء                | العداء            | الفريق                     | النقاط       |              |
| --------------------- | ----------------- | -------------------------- | ------------ | ------------ |
| 1                     | جاسبر فيليبسين    | البيسين فينيكس             | 80 نقطة      |              |
| 2                     | ارنو دي لاي       | لوتو سودال                 | 62 نقطة      |              |
| 3                     | كريستوف لابورت    | Team Visma \| Lease a Bike | 49 نقطة      |              |
| 4                     | Paul Penhoët ‏     | إف دي جي                   | 46 نقطة      |              |
| 5                     | تيم فيلانز        | فريق الإمارات              | 42 نقطة      |              |
| 6                     | Axel Zingle ‏      | كوفيديس                    | 34 نقطة      |              |
| 7                     | Stefan Bissegger ‏ | إي أف إديوكيشن نيبو        | 33 نقطة      |              |
| 8                     | Alec Segaert ‏     | لوتو سودال                 | 30 نقطة      |              |
| 9                     | ماتيو ترينتين     | سويس ريسينغ أكادمي ‏        | 26 نقطة      |              |
| 10                    | ماغنوس شيفيلد     | فريق إنيوس                 | 25 نقطة      |              |
|                       |                   |                            |              |              |
| مصدر: ProCyclingStats |                   |                            |              |              |

## تصنيف الفرق

### الفرق حسب الوقت
| تصنيف الفرق حسب الوقت | تصنيف الفرق حسب الوقت                 | تصنيف الفرق حسب الوقت | تصنيف الفرق حسب الوقت |
| الفريق                | الفريق                                | الوقت                 |                       |
| --------------------- | ------------------------------------- | --------------------- | --------------------- |
| 1                     | Team Visma \| Lease a Bike            | 48 س 13 د 16 ث        |                       |
| 2                     | أيه إل أم                             | + 1 د 35 ث            |                       |
| 3                     | إي أف إديوكيشن نيبو                   | + 1 د 47 ث            |                       |
| 4                     | إف دي جي                              | + 1 د 51 ث            |                       |
| 5                     | لوتو سودال                            | + 2 د 23 ث            |                       |
| 6                     | سبورت فلاندرين بالويس ‏                | + 3 د 07 ث            |                       |
| 7                     | بورا–هانسغروه                         | + 5 د 07 ث            |                       |
| 8                     | فريق البحرين ميريدا للدراجات الهوائية | + 5 د 53 ث            |                       |
| 9                     | Unibet Tietema Rockets ‏               | + 7 د 21 ث            |                       |
| 10                    | انترمارشي وانتي جوبيرت ماتيرو         | + 8 د 04 ث            |                       |
|                       |                                       |                       |                       |
| مصدر: ProCyclingStats |                                       |                       |                       |

## تصانيف فرعية

### تصنيف أفضل مقاتل
| تصنيف أفضل مقاتل      | تصنيف أفضل مقاتل               | تصنيف أفضل مقاتل              | تصنيف أفضل مقاتل | تصنيف أفضل مقاتل |
| العداء                | العداء                         | الفريق                        | النقاط           |                  |
| --------------------- | ------------------------------ | ----------------------------- | ---------------- | ---------------- |
| 1                     | Jordy Bouts ‏                   | Unibet Tietema Rockets ‏       | 52 نقطة          |                  |
| 2                     | Axel Huens ‏                    | Unibet Tietema Rockets ‏       | 26 نقطة          |                  |
| 3                     | أليكس كولمان ‏                  | سبورت فلاندرين بالويس ‏        | 16 نقطة          |                  |
| 4                     | Warre Vangheluwe ‏              | دكونيك كويك ستب               | 13 نقطة          |                  |
| 5                     | Ward Vanhoof ‏                  | سبورت فلاندرين بالويس ‏        | 13 نقطة          |                  |
| 6                     | Jonas Rutsch ‏                  | إي أف إديوكيشن نيبو           | 12 نقطة          |                  |
| 7                     | Cériel Desal ‏                  | بنجوال باوليز ساوكس دبليو بي ‏ | 12 نقطة          |                  |
| 8                     | Jan Maas (cyclist, born 1996) ‏ | فريق جايكو-العلا              | 11 نقطة          |                  |
| 9                     | ماتيو ترينتين                  | سويس ريسينغ أكادمي ‏           | 10 نقطة          |                  |
| 10                    | توبياس فوس                     | فريق إنيوس                    | 10 نقطة          |                  |
|                       |                                |                               |                  |                  |
| مصدر: ProCyclingStats |                                |                               |                  |                  |

### تصنيف أفضل شاب
| تصنيف أفضل شاب        | تصنيف أفضل شاب      | تصنيف أفضل شاب             | تصنيف أفضل شاب | تصنيف أفضل شاب |
| العداء                | العداء              | الفريق                     | الوقت          |                |
| --------------------- | ------------------- | -------------------------- | -------------- | -------------- |
| 1                     | Alec Segaert ‏       | لوتو سودال                 | 16 س 04 د 08 ث |                |
| 2                     | بير ستراند هاجينز   | Team Visma \| Lease a Bike | + 2 ث          |                |
| 3                     | Eddy Le Huitouze ‏   | إف دي جي                   | + 1 د 00 ث     |                |
| 4                     | Dylan Vandenstorme ‏ | سبورت فلاندرين بالويس ‏     | + 2 د 04 ث     |                |
| 5                     | ارنو دي لاي         | لوتو سودال                 | + 2 د 13 ث     |                |
| 6                     | Iván Romeo ‏         | موفيستار                   | + 4 د 54 ث     |                |
| 7                     | ماغنوس شيفيلد       | فريق إنيوس                 | + 11 د 38 ث    |                |
| 8                     | Emil Herzog ‏        | بورا–هانسغروه              | + 12 د 14 ث    |                |
|                       |                     |                            |                |                |
| مصدر: ProCyclingStats |                     |                            |                |                |

### تصنيف أفضل مقاتل
| تصنيف أفضل مقاتل      | تصنيف أفضل مقاتل               | تصنيف أفضل مقاتل              | تصنيف أفضل مقاتل | تصنيف أفضل مقاتل |
| العداء                | العداء                         | الفريق                        | النقاط           |                  |
| --------------------- | ------------------------------ | ----------------------------- | ---------------- | ---------------- |
| 1                     | Jordy Bouts ‏                   | Unibet Tietema Rockets ‏       | 52 نقطة          |                  |
| 2                     | Axel Huens ‏                    | Unibet Tietema Rockets ‏       | 26 نقطة          |                  |
| 3                     | أليكس كولمان ‏                  | سبورت فلاندرين بالويس ‏        | 16 نقطة          |                  |
| 4                     | Warre Vangheluwe ‏              | دكونيك كويك ستب               | 13 نقطة          |                  |
| 5                     | Ward Vanhoof ‏                  | سبورت فلاندرين بالويس ‏        | 13 نقطة          |                  |
| 6                     | Jonas Rutsch ‏                  | إي أف إديوكيشن نيبو           | 12 نقطة          |                  |
| 7                     | Cériel Desal ‏                  | بنجوال باوليز ساوكس دبليو بي ‏ | 12 نقطة          |                  |
| 8                     | Jan Maas (cyclist, born 1996) ‏ | فريق جايكو-العلا              | 11 نقطة          |                  |
| 9                     | ماتيو ترينتين                  | سويس ريسينغ أكادمي ‏           | 10 نقطة          |                  |
| 10                    | توبياس فوس                     | فريق إنيوس                    | 10 نقطة          |                  |
|                       |                                |                               |                  |                  |
| مصدر: ProCyclingStats |                                |                               |                  |                  |

## وصلات خارجية
- لمحة عن سباق طواف إينكو 2024 على موقع  ProCyclingStats   (برو  سايكلنج  ستاتس) - إحصاءات  محترفي  الدراجات.

- طواف إينكو 2024 على موقع إحصائيات الدراجات الإحترافية (الإنجليزية)